# Provincia di Siviglia
Siviglia (Sevilla in spagnolo) è una provincia della comunità autonoma dell'Andalusia, nella Spagna meridionale. Confina con l'Estremadura (provincia di Badajoz) a nord e con le province di Cordova a est, di Málaga a sud-est, di Cadice a sud e di Huelva a ovest.
La superficie è di 14.036 km², la popolazione nel 2008 era di 1.871.399 abitanti.
Il capoluogo è Siviglia (699.759 ab.), altri centri importanti sono Dos Hermanas (120.323 ab.) e Alcalá de Guadaíra (68.452 ab.).